# Projapígids
Els projapígids (Projapygidae) constitueixen una família d'hexàpodes pertanyents a l'ordre dels diplurs.

## Gèneres
- Biclavula San Martín, 1963
- Pentacladiscus San Martín, 1963
- Projapyx Cook, 1899
- Symphylurinus Silvestri, 1909